# 永福公主 (唐朝)
永福公主（?—?），唐朝公主，是中国唐朝第十六代皇帝唐宣宗李忱的次女。
会昌六年（846年）五月廿三日，她获封号永福公主。在郑颢的推荐下，唐宣宗决定召于琮为永福公主的驸马都尉，唐宣宗擢升于琮秘书省校书郎、右拾遗，赐绯，又升左补阙，赐紫。但是一次唐宣宗他和永福公主吃饭时，永福公主因小事把筷子折了，唐宣宗认为她的性情不适合嫁给士大夫，于是改赐于琮与廣德公主成婚。 